# Dean Holdsworth
Dean Christopher Holdsworth (* 8. November 1968 in Walthamstow) ist ein ehemaliger englischer Fußballspieler und -trainer. Als Stürmer war er vor allem in den 1990er-Jahren als Torjäger des FC Brentford, des FC Wimbledon und der Bolton Wanderers bekannt.

## Sportlicher Werdegang

### Die Anfänge: Über Watford nach Brentford (1986–1992)
Holdsworth begann seine fußballerische Laufbahn nordwestlich von London beim FC Watford. Er unterzeichnete in der Saison 1986/87 beim damaligen Erstligisten den ersten Profivertrag und nachdem der Klub in der folgenden Spielzeit als Tabellenvorletzter abgestiegen war, wurde er im Jahr 1988 mehrfach ausgeliehen. Einem Kurzengagement beim Viertligisten Carlisle United folgten weitere Episoden jeweils in der dritthöchsten Spielklasse bei Port Vale, Swansea City und dem FC Brentford. Zu dem zuletzt genannten von Steve Perryman trainierten Verein wechselte Holdsworth schließlich im September 1989 für die Ablösesumme von 125.000 Pfund.
Bei den „Bees“ im Westen Londons etablierte er sich erstmals als Torjäger und nach einem gescheiterten Aufstiegsversuch im zweiten Jahr in den Play-offs der Saison 1990/91, gewann er in der Spielzeit 1991/92 die Meisterschaft und gleichzeitig (gemeinsam mit Iwan Roberts von Huddersfield Town) die „Torjägerkrone“ in der dritten Liga. Er bildete ein erfolgreiches Sturmduo mit Gary Blissett, das gemeinsam 41 Ligatore schoss. Davon entfielen 24 auf Holdsworth, der zudem in die Mannschaft des Jahres berufen wurde. Mit diesen Empfehlungen machte er sich für englische Erstligisten interessant und so wechselte er im Sommer 1992 zum von Joe Kinnear trainierten FC Wimbledon – Blissett sollte es Holdsworth ein Jahr später gleich tun.

### Sportlicher Zenit: Wimbledon und Bolton (1992–2003)
Die Ablösesumme für Holdworth betrug 720.000 Pfund und er machte auf Anhieb einen guten Eindruck bei den „Dons“. Mit 19 Toren war er in der ersten Premier-League-Saison 1992/93 nicht nur bester Torschütze des Vereins, sondern auch ligaweit die Nummer 3 hinter Teddy Sheringham und Les Ferdinand. Die vorderste Angriffslinie formierte er nun mit John Fashanu und in der anschließenden Saison 1993/94 bestätigte Holdsworth mit 17 Ligatreffern seine gute Form, darunter war ein Hattrick gegen Oldham Athletic. Nach einer geringeren Ausbeute im Jahr darauf traf Holdsworth in der Saison 1995/96 wieder zweistellig in der Liga und mit 16 Pflichtspieltreffern insgesamt war er gemeinsam mit dem neuen Sturmpartner Efan Ekoku vereinsintern wieder bester Torschütze. Ein Jahr später wechselte er im Oktober 1997 zum Erstligaaufsteiger Bolton Wanderers, der für Holdsworth die Rekordsumme von 3,5 Millionen Pfund investierte.
Die in ihn gesetzten Erwartungen konnte Holdsworth in Bolton zunächst nicht erfüllen. Ihm gelangen lediglich drei Tore in der Saison 1997/98, die der Mannschaft von Trainer Colin Todd den direkten Wiederabstieg aufgrund der schlechteren Tordifferenz gegenüber dem FC Everton einbrachte. Erst in der Zweitklassigkeit fand Holdsworth seinen „Torriecher“ wieder und in allen der nun folgenden drei Jahre sammelte er wieder ein zweistellige Ligatorausbeute an. Dabei scheiterte der Verein zunächst zweimal in den Play-offs an der Rückkehr in die Premier League, bevor sich die nun von Sam Allardyce trainierten „Trotters“ im dritten Jahr in den Ausscheidungsspielen durchsetzten. Bei seiner Rückkehr in die Premier League stand Holdsworth in der Saison 2001/02 neunmal in der Startelf (bei insgesamt 31 Ligaeinsätzen), wobei er nur gegen den FC Liverpool und Tottenham Hotspur traf. Nach zehn torlosen Pflichtspielauftritten zu Beginn der Saison 2002/03 endete Holdsworths Engagement in Bolton.

### Ausklang der Karriere: Viele Kurzengagement (2003–2008)
Nachdem er bereits seit Dezember 2002 auf Leihbasis für den Zweitligisten Coventry City aufgelaufen war, wechselte er im Monat darauf „fest“ nach Coventry. Mit Ausnahme eines Pokaltors gegen Cardiff City durchlebte Holdsworth jedoch auch bei seinem neuen Verein eine Flaute und nach 17 torlosen Ligapartien wechselte er im März 2003 zum Viertligisten Rushden & Diamonds, dem er mit zwei Toren in sieben Ligapartien zum Aufstieg in die dritte Liga verhalf. Zur Saison 2003/04 kehrte Holdsworth zum FC Wimbledon zurück, der mittlerweile in die zweite Liga abgestiegen und in einer kontroversen Entscheidung von einem Investor aufgekauft worden war. In diesem letzten Jahr als FC Wimbledon – danach zog der Klub in die Planstadt Milton Keynes um und agierte fortan als Milton Keynes Dons – schoss Holdsworth noch einmal drei Tore, konnte jedoch das Schicksal als Tabellenschlusslicht nicht mehr abwenden.
Die letzten vier Jahre als aktiver Fußballer waren geprägt durch Kurzengagements bei Havant & Waterlooville, Derby County, dem FC Weymouth, den Heybridge Swifts, Cambridge United, Newport County und dem FC Redbridge, wobei er in Redbridge das Amt des Spielertrainers ausübte.

### Trainertätigkeiten
Holdsworth wurde im Juli 2007 Spielertrainer in der niederklassigen Isthmian League beim FC Redbridge, bevor er im Mai 2008 zu seinem Ex-Klub Newport County zurückkehrte, um Peter Beadle als Cheftrainer nachzufolgen. Dort gelang ihm im Jahr 2010 der Aufstieg in die fünftklassige Conference National mit einer Rekordausbeute von 103 Punkten und 28 Punkten Vorsprung vor dem zweitplatzierten Dover Athletic. In der Folge unterschrieb er einen neuen Zweijahresvertrag in Newport, verließ den Klub dann aber bereits im Januar 2011, nachdem der Klub über einen Abstiegsplatz nicht hinausgekommen war. Stattdessen übernahm er beim Viertligisten Aldershot Town eine neue Aufgabe.
Unter Holdsworth stabilisierten sich die Leistungen des vormaligen Abstiegskandidaten. Mit einer Serie von ungeschlagenen Spielen manövrierte sich der Klub ins gesicherte Mittelfeld und liebäugelte zeitweise gar mit einem Play-off-Platz zum Aufstieg in die dritte Liga. Auch in der folgenden Spielzeit 2011/12 gelang es Holdsworth trotz erheblicher finanzieller Restriktionen und großer Umbrüche im Kader in der oberen Tabellenhälfte mitzuspielen, so dass er sich im Juni 2012 zu einer Vertragsverlängerung bis Sommer 2014 entschloss. Dadurch verwarf er auch ein Angebot des Drittligisten Crawley Town. Der Achtungserfolg in Aldershot fand jedoch in Holdsworths dritter Saison keine Wiederholung und so wurde er am 20. Februar 2013 nach einer Serie von sieben Punkten aus sieben Spielen auf dem 20. Platz entlassen.
Im Mai 2013 schloss sich Holdsworth dem Sechstligisten Chelmsford City an. Das Engagement dauerte bis November 2013 an und endete mit einer Serie von acht Niederlagen aus 13 Ligapartien. Nächste Station war in der Isthmian League Brentwood Town. Dort agierte er ab Juni 2015 als Sportdirektor, übernahm später das Traineramt und trat dann im November 2015 zurück, um sich seinen anderweitigen geschäftlichen Interessen zu widmen, die primär darin lagen, als Berater für die Sport Shield Consultancy zu arbeiten. Diese strebte als Konsortium danach, die finanziell angeschlagenen Bolton Wanderers zu übernehmen.

### Abseits des Spielfelds
Holdsworth, der als Präsident der Profispielergewerkschaft PFA gedient und im Amateurbereich die Non League Footballers Association (NLFA) gegründet hatte, führte im März 2016 ein Konsortium an, das den Tabellenletzten der zweiten Liga Bolton Wanderers aufkaufen wollte. Bolton steuerte auf ein Insolvenzverfahren zu und im Rahmen der Übernahme ernannte er sich zunächst zum Geschäftsführer und wechselte vor Beginn der Drittligasaison 2016/17 in die Rolle des Sportdirektors. Nur einen Monat später trat er von dieser Funktion zurück und die Spannungen speziell mit dem neuen Vereinspräsidenten Ken Anderson nahmen fortan zu. Dazu zählte ein öffentlich ausgetragener Streit im Januar 2017 über den Verkauf von Zach Clough und zwei Monate später veräußerte Holdsworth seine Anteile an Anderson. Im August 2017 trat er schließlich als Funktionär des Vereins komplett zurück.
In den englischen Boulevardmedien machte Holdsworth im Jahr 1996 Schlagzeilen aufgrund einer Affäre mit dem damals minderjährigen Model Linsey Dawn McKenzie. Mehr als drei Jahre später wurde er im Dezember 1999 zu einer 18-monatigen Bewährungsstrafe verurteilt, da er seine damalige Ehefrau geschlagen hatte. Daneben war er in britischen Reality-TV zu sehen, wozu die Formate Deadline und Cirque de Celebrité zählten.
Sein Zwillingsbruder David Holdsworth war ebenfalls im Profifußball als Spieler und Trainer aktiv. In der Frühphase ihrer beiden aktiven Laufbahnen spielten sie in Watford auch gemeinsam in einer Mannschaft.

## Titel/Auszeichnungen
- PFA Team of the Year (1): 1991/92 (3. Liga)